# Darko Marković
Darko Marković (in serbo Дарко Марковић?; Podgorica, 15 maggio 1987) è un calciatore montenegrino, centrocampista dell'OFK Titograd.

## Carriera
Ha giocato nella prima divisione dei campionati serbomontenegrino, uzbeko, montenegrino, ungherese, bosniaco e malese.

## Palmarès

### Club

#### Competizioni nazionali
- Campionato montenegrino: 1

Zeta: 2006-2007
- Coppa d'Uzbekistan: 2

Paxtakor: 2009, 2011